# Lescaillea
Lescaillea es un género monotípico de plantas fanerógamas perteneciente a la familia de las asteráceas. Su única especie, Lescaillea equisetiformis, es originaria de Cuba.

## Taxonomía
Lescaillea equisetiformis fue descrita por August Heinrich Rudolf Grisebach y publicado en Catalogus plantarum cubensium . . . 157. 1866.